# دينيس نابتين
دينيس فنسنت نابتين (بالإنجليزية: Denis Napthine) (من مواليد 6 مارس 1952) سياسي أسترالي سابق كان رئيس وزراء فيكتوريا السابع والأربعين. كان نابتين عضوًا في الحزب الليبرالي في الجمعية التشريعية الفيكتورية، ويمثل الدائرة الانتخابية في بورتلاند من 1988 إلى 2002 والساحل الجنوبي الغربي من 2002 إلى 2015. تم انتخابه رئيسًا للحزب الليبرالي البرلماني في 6 مارس 2013 بعد استقالة تيد بيليو وأدى اليمين كرئيس للوزراء في نفس اليوم. خسر حزبه انتخابات ولاية فيكتورية في 29 نوفمبر 2014 وأعلن أنه سيتنحى عن منصبه كرئيس للحزب الليبرالي البرلماني، تم انتخاب ماثيو غي خلفه في 4 ديسمبر.

## حياته السابقة
ولد نابتين في عام 1952 لـ لين وتيريزا نابتين في غيلونغ (فيكتوريا)، وهو الطفل الثالث في عائلة من عشرة أطفال.
أمضى نابثين سنوات دراسته الأولى في مدرسة وينشلسي الحكومية قبل الالتحاق بكلية شانيل، وهي مدرسة كاثوليكية للبنين في لافلي بانكس بالقرب من جيلونج. بعد تخرجه، التحق بجامعة ملبورن، حيث درس ليكون طبيبًا بيطريًا، حيث حصل على درجة البكالوريوس ثم درجة الماجستير في العلوم البيطرية. أكمل في وقت لاحق درجة الماجستير في إدارة الأعمال من جامعة ديكين.

## الحياة السياسية

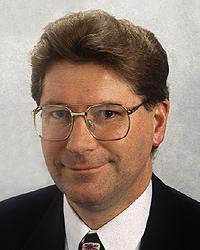
نابتين في وقت سابق من حياته السياسية

تم انتخاب نابثين في الجمعية التشريعية الفيكتورية في عام 1988 كعضو لمقعد قطر بورتلاند. أعيد انتخابه في الأعوام 1992 و 1996 و 1999 .
تم تعيين نابتين أمينًا برلمانيًا لوزير الصحة في عام 1992 ثم تمت ترقيته إلى وزير الشباب وخدمات المجتمع في عام 1996 في حكومة جيف كينيت الليبرالية، وهو المنصب الذي شغله من عام 1996 إلى عام 1999.
بعد هزيمة الحزب الليبرالي في انتخابات 1999، استقال كينيت من منصبه كزعيم ليبرالي وتم انتخاب نابتين ليحل محله. عمل نابثين لفترة وجيزة كنائب للزعيم الليبرالي، بعد أن تم انتخابه للمنصب قبل وقت قصير من تنحي كينيت كزعيم ليبرالي. أثناء ولايته كقائد معارض، انقسم الائتلاف الليبرالي الوطني، ممزقًا أحزاب المعارضة.
تحت قيادة نابثين، كان أداء الحزب الليبرالي ضعيفًا في استطلاعات الرأي ولم يحقق أي تقدم انتخابي كبير على حكومة حزب العمال الحاكم. قبل وقت قصير من انتخابات الولاية لعام 2002، تحدى وزير الصحة في الظل روبرت دويل نابثين لقيادة الحزب الليبرالي. فاز دويل بالقيادة بهامش ضيق. في هذه الانتخابات، ركض نابثين في الساحل الجنوبي الغربي، إلا أنه لم يتمكن إلا من التمسك بالمقعد بهامش بسيط. أعيد انتخابه في نوفمبر 2006 بهامش متزايد.
بعد فوز الليبراليين بالانتخابات الفيكتورية عام 2010، أصبح نابثين عضوًا في حكومة بايليو. شغل منصب وزير الموانئ والسباقات والمدن الإقليمية والمشاريع الكبرى.

### رئيس وزراء فيكتوريا
في 6 مارس 2013، استقال بايليو من زعامة اللحزب الليبرالي وبالتالي كرئيس وزراء فيكتوريا. في اجتماع طارئ للجمعية اليبرالية، تم انتخاب نابثين - الذي بلغ 61 عامًا في ذلك اليوم - خلفًا له. بعد استقالة جيف شو من الحزب الليبرالي البرلماني في وقت سابق من اليوم، بدأ نابثين قيادة حكومة أقلية، حيث شغل 43 مقعدًا (44 مقعدًا بما في ذلك رئيس البرلمان) إلى 43 مقعدًا لحزب العمل، مع جلوس شو كسياسي مستقل في المعارضة.

في 28 نوفمبر 2013، أفادت وسائل الإعلام الأسترالية أن نابثين قد «ساعد سراً» جيف شو على صياغة مشروع قانون خاص بالأعضاء لتغيير تشريع الإجهاض في الولاية والذي صوت نابثين ضده في عام 2008. دحض نابثين هذه المزاعم وذكر أن حكومته ليس لديها خطط لتغيير قوانين الإجهاض،  ولن يدعم أي تغيير من هذا القبيل. في يونيو 2014 قال نابثين: 
 «... عندما أكون رئيسًا لهذه الولاية، لن أسمح للسيد شو بتقديم أي تشريع يسعى إلى تغيير قوانين الإجهاض في فيكتوريا.» 
 خلال سبتمبر 2014، أخبر نابثين ودانيال أندروز اللوبي المسيحي الأسترالي أنهما سيسمحان بتصويت الضمير إذا تم تقديم مشروع قانون خاص بالأعضاء لإلغاء القسم الثامن من قوانين الإجهاض في فيكتوريا. القسم الثامن في حالة الإزالة يعني أن الأطباء ليسوا ملزمين بموجب القانون بإحالة المرأة التي تريد الإجهاض إلى طبيب الإجهاض أو إجراء الإجهاض حتى لو كان لديهم اعتراض أخلاقي.

### في المعارضة
في 29 نوفمبر 2014، بعد انتخابات ولاية فيكتوريا، اعترف نابثين بهزيمته أمام حزب العمال بقيادة دانيال أندروز.
ذكر نابثين أنه كان ينوي خدمة فترة برلمانية كاملة على الرغم من خسارته في الدوري الممتاز،  ولكن في 31 أغسطس 2015 أعلن استقالته من برلمان فيكتوريا، مما أدى لانتخابات فرعية في الساحل الجنوبي الغربي.

## الحياة الشخصية
لدى نابثين وزوجته بيغي ثلاثة أطفال. كان شقيقه الأصغر سيمون، مرشح المقعد الفيدرالي لفليندرز الفاشل في انتخابات عام 2004 .
أدين جوزيف بوتاسكي وهو أحد أسلاف نابثين.